# Samsung Galaxy Tab
El Samsung Galaxy Tab 7.0 o simplemente Samsung Galaxy Tab es una tablet con sistema operativo Android fabricada por Samsung. Disponible para la compra desde el 5 de noviembre de 2010, se presentó por primera vez el 2 de septiembre de 2010 en la IFA de Berlín. La Galaxy Tab fue la primera tableta con Android que se lanzó.
El Galaxy Tab tiene una pantalla táctil TFT LCD de 7 pulgadas (177,8 mm), conectividad Wi-Fi, un microprocesador ARM Cortex-A8 Samsung Exynos 3110 (nombre en código "Hummingbird")  a 1.0 GHz, el sistema de entrada Swype, una cámara trasera de MP y una cámara frontal de 1.3 MP para videollamadas. Ejecuta el sistema operativo Android Froyo 2.2 con una capa de personalización TouchWiz 3.0/4.0, y proporciona funcionalidad de teléfono bien por el altavoz interno, bien por auriculares de cable bien por auriculares Bluetooth (excepto los modelos vendidos en los EE. UU.). Puede descargar aplicaciones de videoconferencia como Tango o Skype como alternativa a la funcionalidad telefónica.

## Hardware
La tableta está encerrada en un marco de plástico que la hace más liviana que otras tabletas con cuerpo de metal, con un peso de 380 gramos (0.84 lb).
El modelo GT-P1000 lleva una Super TFT de 7" en lugar de la AMOLED que utiliza Samsung en sus teléfonos Galaxy S. La pantalla tiene una resolución de 1024×600 con mDNIE (Mobile Digital Natural Images Engine). Un almacenamiento flash interno de 2 GB (modelos CDMA de América del Norte), 16 GB o 32 GB se pueden complementar con una tarjeta microSD de hasta 32 GB. El diseño del SoC Exynos 3110 (también conocido como Hummingbird) presenta una CPU Cortex A8 con arquitectura ARM de 1,0 GHz y tiene 512, 444, o 640 MB de memoria RAM junto con un procesador de gráficos PowerVR SGX540.

## Características

### Rendimiento
En cuanto hablamos de rendimiento, hay que recordar que esta tableta fue la primera en plantar cara y mejorar el iPad de Apple; a diferencia de éste, Samsung optó por mejorar ligeramente las características del Galaxy S para luego implantarlas en un dispositivo de 7", del potente procesador de 1 GHz del Galaxy S, el Galaxy Tab cuenta con uno con la misma arquitectura ARM Cortex y el mismo Soc Hummingbird pero con 1,2 GHz; también hay que hablar de la tarjeta gráfica, aunque ésta apenas haya sido mejorada de los 200 MHz PowerVGR-540 del Galaxy S a los 220 MHz del mismo tipo de procesamiento gráfico del Galaxy Tab

### Sistema operativo
El sistema operativo original de este dispositivo es Android 2.1, actualizado de forma automática a 2.3.5. Muchos usuarios han podido actualizarla mediante Samsung Kies pocos meses después de que se pudiera comprar en tiendas. La versión GT-P1000 que es la versión original y con opción de realizar llamadas del dispositivo es actualizada muy fácilmente de software a Android 2.3.4 pero el problema llega con la versión Wifi, GT-P1010 que tiene problemas para ser actualizada y muchos usuarios se han quejado a Samsung por la falta de actualizaciones.

### Samsung Galaxy Tab 10.1
Samsung introdujo el 8 de junio de 2012 un modelo de mayor tamaño al original, y con mejores características técnicas.
Cuenta con pantalla multitáctil LCD IPS tipo c de 10.1 pulgadas, resolución de pantalla WXGA de 1280×800 pixeles y densidad de 149 ppi (píxeles por pulgada), capacidad Wi-Fi, procesador 1 GHz Dual-Core Processor. Está equipado con una cámara trasera de 3.1 Megapíxel con flash led y una frontal para videollamadas de 1.3 Megapíxeles. Memoria RAM 1 GB DDR3, memoria flash 16, 32, 3G. aGPS. Bluetooth. Está equipado con Android 4.0 (Ice Cream Sandwich) actualizable a Android 4.1(Jelly Bean solo en Gran Bretaña) con TouchWiz UX. poco más tarde saldría a versión de 7.0 pulgadas

## Lanzamiento

### Europa
Se rumoreaba que el Samsung Galaxy Tab costaría en Europa unos 699 € (modelo de 16 GB) y 799 € (modelo de 32 GB).  Después del lanzamiento al mercado en Alemania el 11 de octubre de 2010, los precios variaban entre 650 € y 800 € para el modelo de 16 GB. Se ha confirmado que la versión británica de la tableta será lanzada el 1 de noviembre de 2010. Se pensó inicialmente que costaría 799,99£; no obstante, cierto número de tiendas en línea están aceptando pre-pedidos por 599,99£, incluyendo Amazon.co.uk y Play.com. Carphone Warehouse ha listado el dispositivo en 530£ de contrato. La cadena de supermercados británica Tesco está ofreciendo la versión de 16 GB de la tableta Galaxy por 469£ en tiendas y a través de su servicio de pedidos en línea Tesco Direct.

## Tarifa de Internet móvil
Algunos operadores ofrecen el Samsung Galaxy Tab con la misma tarifa que para los ordenadores, mientras que otros la ofrecen con la misma tarifa que para los teléfonos móviles (tarifa plana), ya que puede utilizarse como teléfono móvil.